# Blaps pauliani
Blaps pauliani – gatunek chrząszcza z rodziny czarnuchowatych i podrodziny Tenebrioninae.
Gatunek ten został opisany w 1945 lub 1944 roku przez Kocha. Wraz z B. peyerimhoffi i B. megalatlantica tworzy klad, określony w 2011 roku przez Condamine i współpracowników jako grupa gatunków B. peyerimhoffi. Według wyników badań z 2011 roku gatunek ten zajmuje pozycję siostrzaną względem B. megalatlantica, jednak badania z 2013 roku wskazują, że jest on taksonem bazalnym w grupie, a jego linia ewolucyjna rozeszła się z linią kladu B. megalatlantica+B. peyerimhoffi pod koniec miocenu.
Chrząszcz ten jest endemitem Maroka. Cała grupa gatunków B. pauliani ograniczona jest w występowaniu do Atlasu Średniego i Wysokiego.